# Atlantisch orkaanseizoen 1991
Het Atlantisch orkaanseizoen 1991 duurde van 1 juni 1991 tot 30 november 1991. Het seizoen 1991 was wat activiteit betreft een beneden normaal seizoen. Dit was voornamelijk het gevolg van de sterke el Niño, die heerste vanaf 1991 tot 1994. Vaak is een el Niño verantwoordelijk voor een sterke stroming in de atmosfeer, die de formatie van tropische cyclonen bezuiden de 25e breedtegraad onderdrukt.
Het seizoen telde 12 tropische cyclonen, waarvan er 8 promoveerden tot tropische storm, zeven van hen kregen een naam. Vier tropische stormen werden een orkaan. Er waren dit seizoen twee majeure orkanen, dat wil zeggen van de derde categorie en hoger. De laatste orkaan van het seizoen had een zeer opmerkelijke cyclogenis; hij ontstond binnen een extratropische storm en was aanleiding voor een roman, die later in 2000 werd verfilmd, met in de regie Wolfgang Petersen en in de hoofdrol onder andere George Clooney.

## Cyclonen

### Tropische storm Ana
Op 25 juni ontstond er een lagedrukgebied boven de Bahama's. Het lagedrukgebied trok naar het westen en draaide een halve cirkel met de wijzers van de klok mee, heen en weer over Florida en kwam zo ten oosten van de kust van Georgia weer boven de Atlantische Oceaan. Daar begon het lagedrukgebied snel convectie te ontwikkelen en op 2 juli ontstond tropische depressie 1 op 150 km ten zuiden van Charleston, South Carolina. Tropische depressie 1 trok verder naar het noordoosten en promoveerde op 3 juli tot tropische storm Ana ten oosten van North Carolina. Ana versnelde naar het oostnoordoosten en bereikte op 4 juli haar hoogtepunt met windsnelheden tot 83 km/uur en een minimale druk van 1000 mbar. De volgende dag verloor Ana boven koeler zeewater haar tropische kenmerken.

### Tropische depressie 2
Over tropische depressie 2 is weinig bekend.

### Orkaan Bob
Op 12 augustus trokken de overblijfselen van een front ten zuiden van Bermuda in zuidwestelijke richting. Dit systeem ontwikkelde zich tot een onweersstoring, waarin aan de oppervlakte op 15 augustus een lagedrukgebied ontstond. Dit lagedrukgebied ontwikkelde zich op 16 augustus tot tropische depressie 3 op 300 km ten oosten van Nassau in de Bahama's. Tropische depressie 3 trok naar het noordwesten om een hogedrukgebied aan haar oostflank heen en promoveerde dezelfde dag tot tropische storm Bob. Bob won verder aan kracht, draaide bij naar het noordnoordwesten en noorden en promoveerde op 17 augustus tot een orkaan. Bob ontwikkelde de volgende dag een oog op satellietbeelden en passeerde op 19 augustus op 40 km ten oosten van Kaap Hatteras. Dezelfde dag bereikte Bob zijn hoogtepunt als orkaan van de derde categorie met windsnelheden van 185 km/uur en een minimale druk van 950 mbar ten oosten van de kust van Virginia.
Bob zat gevangen tussen een lagedrukgebied boven de Grote Meren en een hogedrukgebied op zijn zuidoostflank. Deze beide systemen hielden hem op een noordoostelijke koers, zoals de orkanen Carol en Edna in 1954. Bob nam iets aan kracht af boven koeler water. Bob passeerde juist ten oosten van Long Island, zijn westelijke oogrok trok echter over het uiterste oosten van het eiland. Bob landde even later op Block Island in Rhode Island op 19 augustus met windsnelheden van 167 km/uur en een druk van 962 mbar, een orkaan van de tweede categorie. Een paar uur later maakte Bob nog een landing in Rhode Island, met windsnelheden van 157 km/uur en een druk van 964 mbar, nog steeds als orkaan van de tweede categorie. Daarna kwam een verzwakkende Bob boven de Baai van Massachusetts, waar Bob bezig was zijn tropische kenmerken te verliezen en op 20 augustus degradeerde tot tropische storm.
Enkele uren later landde Bob in Rockland, Maine, met windsnelheden van 111 km/uur en een druk van 981 mbar, als zware tropische storm. Bob trok verder boven land naar het noordoosten en verloor op 20 augustus zijn tropische kenmerken boven de Saint Lawrencebaai. De extratropische overblijfselen van Bob trokken over de Atlantische Oceaan en losten op ten westen van Portugal op 29 augustus. Bob eiste 18 mensenlevens en veroorzaakte $1,5 miljard aan schade (gecorrigeerd voor inflatie: $ 2,8 miljard). De schade bestond voornamelijk uit kusterosie, schade aan appel- en perzikboomgaarden en overvloedige regenval.

### Tropische depressie 4
Tropische depressie 4 ontstond op 24 augustus boven de Kaapverdische Eilanden en trok naar het westen. Op 26 augustus loste tropische depressie 4 op. Tropische depressie 4 bereikte windsnelheden tot 56 km/uur en een minimale druk van 1009 mbar op 24 en 25 augustus.

### Orkaan Claudette
Tropische depressie 5 ontstond op 4 september uit een niet-tropische storing op 925 km ten zuidoosten van Bermuda. Op grote hoogte was de situatie zeer gunstig, met een hogedrukgebied boven tropische depressie 5 en een lagedrukgebied op haar oostflank en ten zuidzuidwesten van haar. Dit bevorderde de uitstoot en tropische depressie 5 promoveerde op 5 september tot tropische storm Claudette. Nadat tropische depressie 5 min of meer stationair had gelegen, begon Claudette aan een westelijke koers. De omstandigheden waren zo gunstig, dat Claudette op 6 september promoveerde tot orkaan en dezelfde dag nog sterk aan kracht won. Op 7 september bereikte Claudette haar hoogtepunt met windsnelheden van 213 km/uur en een minimale druk van 944 mbar, een orkaan van de vierde categorie. Daarna steeg de druk en verzwakte Claudette. Claudette draaide bij naar het noordwesten en noorden en bedreigde heel even Bermuda, maar Claudette draaide bij naar het noordoosten, voordat Claudette Bermuda bereikte. Claudette draaide verder bij tot het oostnoordoosten, wellicht onder invloed van Erika. Op 10 september degradeerde Claudette tot tropische storm en op 11 september tot tropische depressie, die de volgende dag haar tropische kenmerken verloor ten westen van de Azoren. De overblijfselen van Claudette losten op op 15 september boven de Azoren.

### Tropische depressie 6
Over tropische depressie 6 is weinig bekend.

### Tropische storm Danny
Op 5 september vertrok een tropische golf van de Afrikaanse kust westwaarts, die snel zich tot een tropische onweersstoring ontwikkelde. De convectie organiseerde zich en op 7 september ontstond tropische depressie 7 op 500 ten zuidzuidwesten van de archipel Kaapverdië. Tropische depressie 7 trok verder westwaarts en promoveerde op 8 september tot tropische storm Danny. Op 10 september bereikte Danny zijn hoogtepunt met windsnelheden tot 83 km/uur en een minimale druk van 998 mbar. Daarna werd Danny verzwakt door stromingen in de atmosfeer; op 11 september degradeerde Danny tot een tropische depressie op 330 km ten oosten van Guadeloupe, die een paar uur later degenereerde in een tropische onweersstoring.

### Tropische storm Erika
Tropische depressie 8 ontstond uit een tropische onweersstoring op 8 september halverwege Kaapverdië en de Bovenwindse Eilanden. Tropische depressie 8 was ingeklemd tussen Claudette op haar noordwestflank en Danny op haar zuidoostflank. Tropische depressie 8 trok naar het noordwesten en promoveerde op 9 september tot tropische storm Erika. Daarna draaide Erika naar het noordoosten en oostnoordoosten onder invloed van Claudette. Erika bereikte haar hoogtepunt met windsnelheden van 93 km/uur en een minimale druk van 997 mbar op 10 september. Daarna naderde Erika de Azoren en begon haar tropische kenmerken te verliezen. Vlak voor zij haar tropische kenmerken verloor, landde Erica op São Miguel, op de Azoren met windsnelheden van 65 km/uur bij een druk van 1009 mbar op 12 september. Enkele uren later verloor Erika haar tropische kenmerken en de extratropische Erika loste dezelfde dag op boven de Azoren.

### Tropische storm Fabian
Op 11 oktober trok er een koufront het noordwesten van de Caribische Zee binnen. Dit koufront trok zuidwaarts over het westen van de Caribische Zee. Op 13 oktober trok er vanuit het oosten een tropische onweersstoring het gebied binnen en er ontstond een lagedrukgebied ten westen van Nicaragua. Op 15 oktober ontstond ten oosten van Nicaragua tropische depressie 9, die naar het noordoosten trok. Dezelfde dag promoveerde tropische depressie 9 tot tropische storm Fabian ten zuidwesten van het Cubaanse Isla de la Juventud. Hoewel Fabian slecht georganiseerd was, werd het snel een tropische storm door baroklinische drukverschillen, veroorzaakt door een hogedrukgebied op zijn noordflank. Fabian trok snel noordoostwaarts en landde op 15 oktober op Punta del Este, Isla de la Juventud, Cuba, met windsnelheden van 75 km/uur en een druk van 1004 mbar. Nauwelijks drie uur later op 16 oktober landde Fabian opnieuw in Península de Zapata, Cuba met een iets lagere druk (1003 mbar). Ten noorden van Cuba bereikte Fabian op 16 oktober zijn laagste druk (1002 mbar, 75 km/uur). Fabian trok over de Straat Florida over het noorden van de Bahama's, waar hij werd gegrepen door een koufront en daardoor zijn tropische kenmerken verloor. Op Cuba veroorzaakte Fabian overvloedige regenval tot meer dan 140 mm op veel plaatsten op Midden-Cuba. Ondanks de overlast eiste Fabian geen slachtoffers, veroorzaakte noch noemenswaardige schade.

### Tropische depressie 10
Tropische depressie 10 kwam voort uit een tropische onweersstoring, die op 19 oktober van de Afrikaanse kust vertrok. Halverwege de Atlantische Oceaan begon er zich op 23 oktober een oppervlakkig lagedrukgebied te vormen in deze storing. Dit lagedrukgebied werd tropische depressie 10 op 24 oktober, toen er convectie ontwikkelde nabij het centrum ten oosten van de Bovenwindse Eilanden. Tropische depressie 10 trok naar het westen, maar had te kampen met een sterke westelijke stroming in de hogere lagen van de atmosfeer. Hierdoor bleef tropische depressie 10 een minimale depressie, die met windsnelheden van 46 km/uur en een minimale druk van 1009 mbar nooit in de buurt kwam van promotie tot tropische storm. Op 25 oktober loste tropische depressie 10 op boven het westen van de Atlantische Oceaan.

### Orkaan Grace
Op 23 oktober ontstond een lagedrukgebied halverwege tussen Bermuda en Hispaniola, uit een lagedrukgebied in de middelste lagen van de atmosfeer, wier circulatie zich naar het aardoppervlak had uitgebreid. Het lagedrukgebied vertoonde convectie buiten het centrum en werd zo op 25 oktober gepromoveerd tot een subtropische depressie, die langzaam naar het westnoordwesten trok. Op 26 oktober promoveerde de subtropische depressie tot subtropische storm, die die dag bijdraaide naar het noorden en snel aan kracht won. De convectie manifesteerde zich meer en meer rond het centrum van de subtropische storm. Toen de subtropische storm net onder de orkaangrens kwam, had de subtropische storm zoveel tropische kenmerken gekregen, dat de subtropische storm promoveerde tot tropische storm Grace. Een paar uur later bereikte Grace orkaankracht en draaide bij naar het oosten, doordat er zich een krachtig extratropisch lagedrukgebied ontwikkelde ten noordwesten van Grace, waaruit orkaan 8 zou voortkomen.
Daarna versnelde Grace naar het oosten, waardoor haar stormveld grote asymmetrie ging vertonen. Geschat werd dat op 29 oktober Grace haar hoogtepunt bereikte met windsnelheden van 167 km/uur aan haar zuidflank en een minimale druk van 982 mbar, een orkaan van de tweede categorie. Aan haar zuidvlak stond de wind uit het westen, in de richting van de koers van de orkaan. Aan de noordflank, met oostenwind tegen die richting in, werden er op Bermuda, waarlangs Grace op 29 oktober op 80 km ten zuiden passeerde werden windsnelheden tot 36 km/uur. Het koufront, behorende tot de extratropische storm ten noordwesten van haar, schepte haar laat op 29 oktober, waardoor niet alleen haar tropische kenmerken door haar circulatie te vernietigen, maar via het koufront werd de overgebleven convectie naar het centrum van de extratropische storm gezogen.

### Orkaan 8, ofDe volmaakte storm
Op 28 oktober ontstond er een baroklinisch lagedrukgebied, dus een extratropische depressie met fronten systeem, ten oosten van Nova Scotia. Deze depressie trok naar het zuidoosten en bereikte windkracht 8. Daarna draaide de storm naar het zuidwesten en westzuidwesten en won aan kracht, mede doordat het sterke koufront, behorende tot de depressie, orkaan Grace schepte, haar circulatie vernietigde en haar convectie aanzoog. Op 30 oktober bereikte de storm zijn extratropische hoogtepunt met windsnelheden tot 110 km/uur en een minimale druk 972 mbar op 600km ten zuiden van Halifax in Nova Scotia. Op dit moment veroorzaakte de storm al veel wind en ruige zeeën aan de Amerikaanse oostkust; er werden golven tot 30 meter gerapporteerd. Daarna draaide de storm bij naar het zuiden en zuidoosten, waardoor de storm boven de Golfstroom schoof. Met zeewatertemperatuur van 26 C, ontwikkelde zich in het centrum van het lagedrukgebied convectie, waardoor het op 31 oktober promoveerde tot subtropische storm. Nu ontstond er snel een tropische storm uit de subtropische storm binnen de kern van het omvangrijke, oorspronkelijke extratropische lagedrukgebied. Dit was een zeer opmerkelijke, maar geen unieke situatie.
Nu er een tropische storm was ontstaan binnen deze extratropische storm, had die recht op de naam Henri. Omdat de extratropische storm de oostkust van de Verenigde Staten al een paar dagen teisterde en verwacht werd, dat de tropische storm niet zou landen, werd besloten de storm geen naam te geven, om verwarring en/of paniek te voorkomen. De tropische storm draaide nu naar het noordoosten en noordnoordoosten en won aan kracht. Later op 1 november promoveerde de tropische storm tot orkaan en bereikte zijn hoogtepunt als tropische cycloon met windsnelheden tot 120 km/uur en een minimale druk 980 mbar. De orkaan trok verder naar het noordnoordoosten en verzwakte gestaag boven koeler water, twaalf uur later degradeerde de orkaan op 2 november tot tropische storm en landde dezelfde dag bij Halifax, Nova Scotia. Ten noorden van Nova Scotia, in de Saint Lawrencebaai degradeerde de tropische storm tot tropische depressie, die snel oploste. De orkaan eiste in totaal (in zijn bestaansduur als extratropisch, subtropisch en tropisch systeem) 13 mensenlevens en veroorzaakte $1,3 miljard aan schade.
De orkaan deed een vissersschip zinken, de Andrea Gail en zes opvarenden verdronken. De orkaan veroorzaakte een hogere vloed van meer dan 4 meter, en een stormvloed van anderhalve meter. Het omvangrijke systeem had een koufront, dat in Minnesota een sneeuwstorm veroorzaakte van drie dagen. In Saint Paul en Minneapolis lag een sneeuwdek van 72 cm. Over de lotgevallen van het schip Andrea Gail en haar opvarenden schreef Sebastian Junger het boek The Perfect Storm, dat werd vertaald in het Nederlands (De volmaakte storm). Dit boek werd in 2000 verfilmd als The perfect storm, met in de regie Wolfgang Petersen en in de hoofdrollen George Clooney, Mark Wahlberg, Diane Lane, Karen Allen en Mary Elizabeth Mastrantonio. De nabestaanden van de opvarenden van de Andrea Gail waren niet ingenomen met de film en besloten naar de rechter te stappen. De zaak werd echter onontvankelijk verklaard, omdat de film viel onder de vrijheid van meningsuiting, beschreven in het Eerste amendement van de grondwet van de Verenigde Staten.

## Namen
De lijst met namen voor 1991 was dezelfde als die van 1985, met dat verschil, dat Erika en Grace in de plaats van Elena en Gloria waren gekomen. De lijst werd opnieuw gebruikt in 1997, met uitzondering van Bob, die werd geschrapt en vervangen werd door Bill. De namen Erika en Grace werden voor het eerst gebruikt.
| - Ana - Bob - Claudette - Danny - Erika - Fabian - Grace | - Henri (niet gebruikt) - Isabel (niet gebruikt) - Juan (niet gebruikt) - Kate (niet gebruikt) - Larry (niet gebruikt) - Mindy (niet gebruikt) - Nicholas (niet gebruikt) | - Odette (niet gebruikt) - Peter (niet gebruikt) - Rose (niet gebruikt) - Sam (niet gebruikt) - Teresa (niet gebruikt) - Victor (niet gebruikt) - Wanda (niet gebruikt) |